# Trilocha lineata
Trilocha lineata är en fjärilsart som beskrevs av Wolfgang Dierl 1978. Trilocha lineata ingår i släktet Trilocha och familjen silkesspinnare. Inga underarter finns listade i Catalogue of Life.